# Anneliese Kohlmann
Anneliese Kohlmann, född 23 mars 1921 i Hamburg, död 17 september 1977, var en tysk lägervakt och dömd krigsförbrytare. Mellan november 1944 och april 1945 var hon stationerad i Neugraben och Hamburg-Tiefstack, som var två av Neuengammes satellitläger, samt i Bergen-Belsen.

## Biografi
Kohlmann blev den 1 april 1940 medlem i Nationalsocialistiska tyska arbetarepartiet (NSDAP). I början av november 1944 blev hon, 23 år gammal, Aufseherin (övervakare) i lägret Neugraben, som tillhörde koncentrationslägret Neuengamme. I mars 1945 förflyttades hon till slavarbetslägret Tiefstack utanför Hamburg. Slutligen var hon vakt i Bergen-Belsen.
Kohlmann greps då Bergen-Belsen befriades av brittiska trupper den 15 april 1945. Hon ställdes inför rätta vid den andra Belsenrättegången, som hölls från den 16 maj till den 30 juni 1946. Åtalade var, förutom Kohlmann, Kazimierz Cegielski, Heinz Lüder Heidemann, Gertrud Heise, Marta Linke, Walter Quakernack, Karl Reddehase, Karl Schmidt och Theodor Wagner.
Domstolen fastslog att Kohlmann hade piskat fångar och därtill utnyttjat kvinnliga fångar sexuellt. Kohlmann dömdes till två års fängelse, varav ett år ansågs ha avtjänats under häktningstiden.